# چاتو-پورسیان
چاتو-پورسیان (به فرانسوی: Château-Porcien) یک کمون (فرانسه) در فرانسه است که در آردن واقع شده‌است. چاتو-پورسیان ۱۷٫۳۱ کیلومتر مربع مساحت دارد ۷۱ متر بالاتر از سطح دریا واقع شده‌است.